# Jean-Louis Ferrand
Pour les articles homonymes, voir Ferrand.
Jean-Louis Ferrand, ou Marie-Louis Ferrand, né le 12 octobre 1753 ou le 13 décembre 1758 à Besançon, et mort suicidé le 7 novembre 1808 à l'issue à la bataille de Palo Hincado près d'El Seibo (partie espagnole de Saint-Domingue, sous occupation française), est un général français de la Révolution et de l’Empire.

## États de service

### L'Amérique, la Révolution française et Saint-Domingue
Il participe comme volontaire à la guerre d'indépendance en Amérique du Nord. De retour en France il entre, comme chef d'escadron, dans un régiment de dragons en 1793. Arrêté alors comme Fayettiste, il est mis en liberté après le 9 thermidor. Nommé bientôt général de brigade le 9 avril 1794, il commande aux armées de l'Ouest, des Ardennes et de Sambre-et-Meuse. À la paix d'Amiens, il dirige le département du Pas-de-Calais.

### Expédition Leclerc
Dans la colonie de Saint-Domingue, les révoltes d'esclaves ont entrainé une révolution, dont Toussaint Louverture prend la direction en 1794. En 
En 1791, deux ans après le début de la Révolution française, une insurrection d'esclaves éclate dans le nord de la colonie, obligeant les Français à abolir l'esclavage, d'abord localement en 1793, puis dans l'ensemble des colonies du royaume l'année suivante. À partir de 1794, Toussaint Louverture s'impose comme chef de la rébellion, jusqu'à se faire nommer gouverneur à vie de Saint-Domingue. 

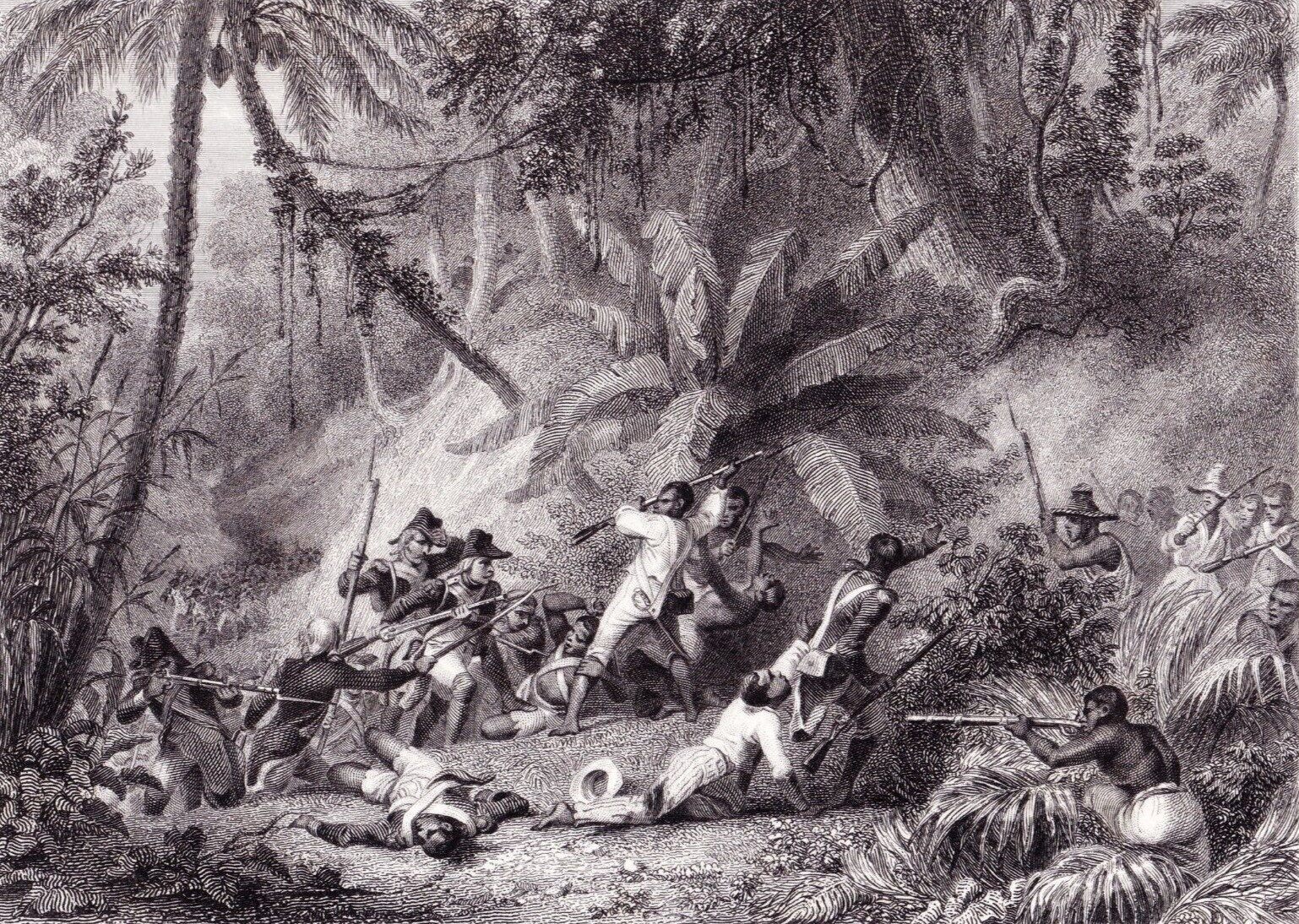
Combat entre soldats français et insurgés en février 1802.

Ferrand fait partie de l'expédition de Saint-Domingue, chargée d'y restaurer l'autorité de la métropole, ébranlée depuis les révoltes d'esclaves et l'émancipation des insurgés. Elle a aussi pour fonction rétablir l'esclavage et dès 1802, Ferrand commence par le faire pour la partie espagnole,, comme Napoléon l'avait annoncé en 1800. Puis, en moins de quatre mois toute l'île est soumise. Toutefois, face aux exactions commises par les Français, une insurrection générale éclate en novembre 1802 une insurrection générale éclate.

### Gouverneur de la partie orientale de Saint-Domingue
Attaqué par Dessalines, successeur de Toussaint Louverture, qui dirige une troupe de 22 000 noirs, Ferrand le bat le 18 mars 1803. Mais les troupes napoléoniennes sont finalement défaites par les insurgés à la bataille de Vertières, le 18 novembre 1803.

Face à l'échec de l'expédition de Saint-Domingue, les Français sont face à une alternative : quitter l'île ou se réfugier dans la partie espagnole, sous contrôle français depuis 1795. Plus de 2 000 soldats rescapés passent alors dans la partie orientale de l'île, fin 1803.

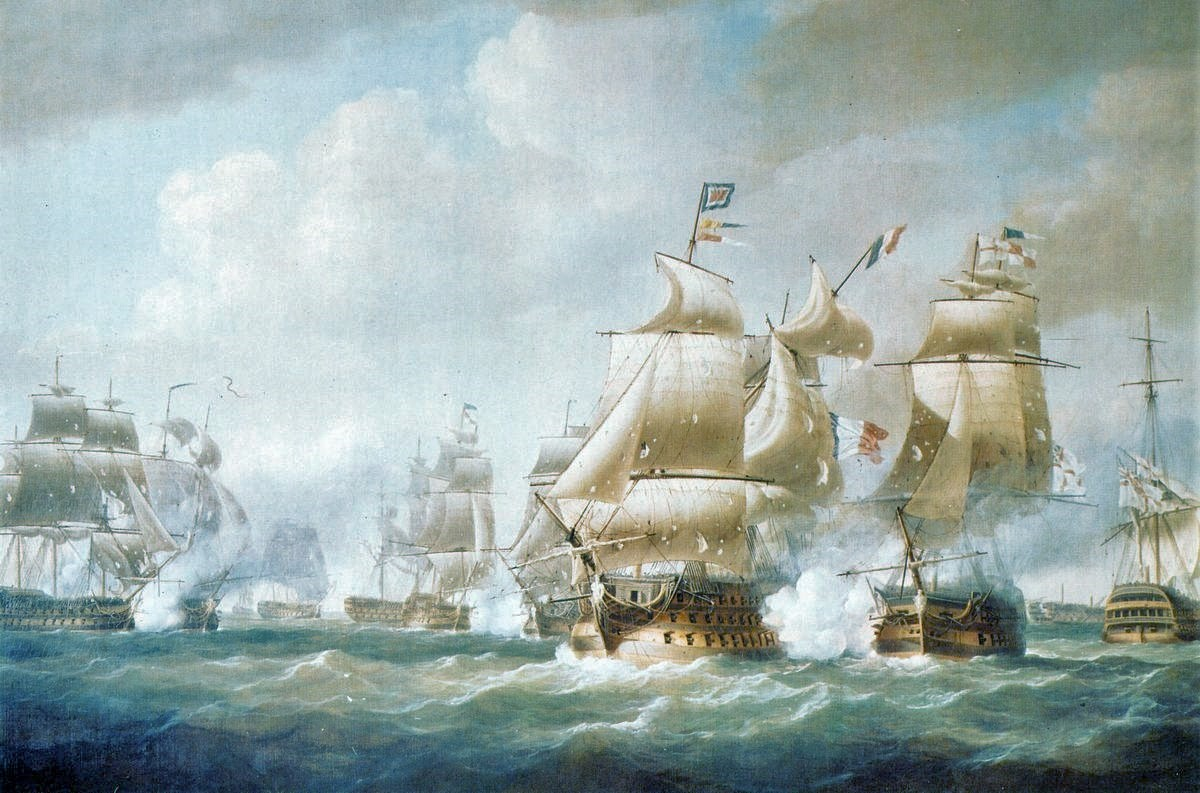
Navires français et britanniques lors de la bataille de Saint-Domingue (Destruction de l'escadre française de l'amiral Leissègues à Santo-Domingo - 6 février 1806, peinture par Nicholas Pocock).

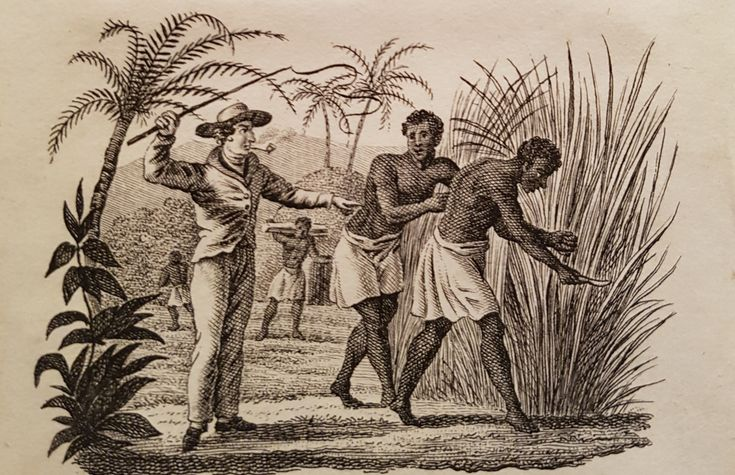
Esclaves récoltant la canne à sucre dans une plantation coloniale.

Ferrand nommé gouverneur français s'y maintient pendant près de cinq ans et se montre à la fois administrateur et guerrier. Il fait venir 10 000 esclaves pour développer l'économie de plantation dans l'est de l'île, et autorise les planteurs à aller capturer des noirs dans la partie occidentale, ce qui déclenche une expédition punitive de Dessalines en 1805. Barricadé dans la forteresse de la capitale, il résiste à l'attaque. Les renforts qu'il reçoit de France sont anéantis à la bataille de San Domingo de 1806 par la flotte de John Thomas Duckworth, gouverneur de la Jamaïque.
À la rupture entre la France et l'Espagne, le gouverneur de Porto Rico fomente une insurrection. Le 7 novembre 1808, Ferrand, à la tête de 500 soldats, est attaqué par plus de 2 000 rebelles près de Palo Hincado. Le premier choc est terrible. Rapidement la cavalerie ennemie déborde les deux ailes de la colonne française, rompant les rangs. Les milices espagnoles se mutinent en plein combat et les Piémontais désertent les rangs de la « Légion du Cap ». 

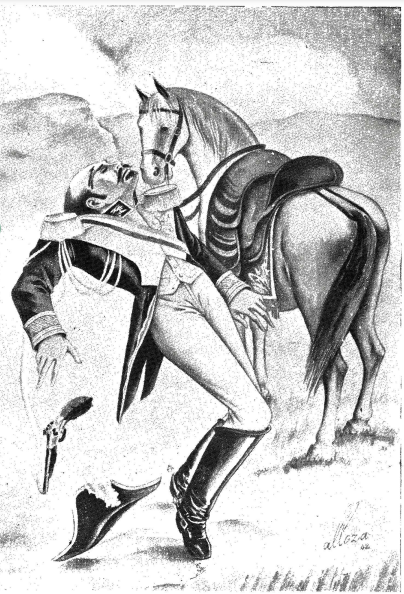
Suicide du général Ferrand en 1808.

La plupart des officiers et des soldats sont tués et le reste mis en fuite. Ferrand cherche à gagner la capitale avec un groupe d'officiers, mais en chemin, réduit au désespoir, il se tire une balle dans la tête avec son pistolet. Le général Joseph-David de Barquier lui succède et se barricade à son tour dans la forteresse, dont il doit négocier l'évacuation en juillet 1809.

### Honneurs
Le fort des Montboucons, appartenant à la place de Besançon, porte le  nom Boulanger de Ferrand.

#### Ouvrages récents
- Jacques Adélaïde-Merlande, Histoire générale des Antilles et des Guyanes : des Précolombiens à nos jours, L'Harmattan, 2000, 336 p. (ISBN 978-2-7384-2972-8)

#### Sources anciennes
- Ferdinand Denis, Histoire du Comte Ferrand, 1850
- A. de Lacaze, Histoire du Comte Ferrand, 1855
- Ludovic Lalanne, Dictionnaire historique de la France, 1872, p. 753
- Dezobry et Bachelet, Dictionnaire de biographie, vol. 1, 1878, p. 1026

- « Jean-Louis Ferrand », dans Charles Mullié, Biographie des célébrités militaires des armées de terre et de mer de 1789 à 1850, 1852 [détail de l’édition]